# برزچه
برزچه (به صربی: Brzeće) یک روستا در صربستان است که در بروس واقع شده‌است. برزچه ۲۶٫۰۷ کیلومتر مربع مساحت و ۲۳۸ نفر جمعیت دارد و ۱٬۱۹۳ متر بالاتر از سطح دریا واقع شده‌است.